# Tanit

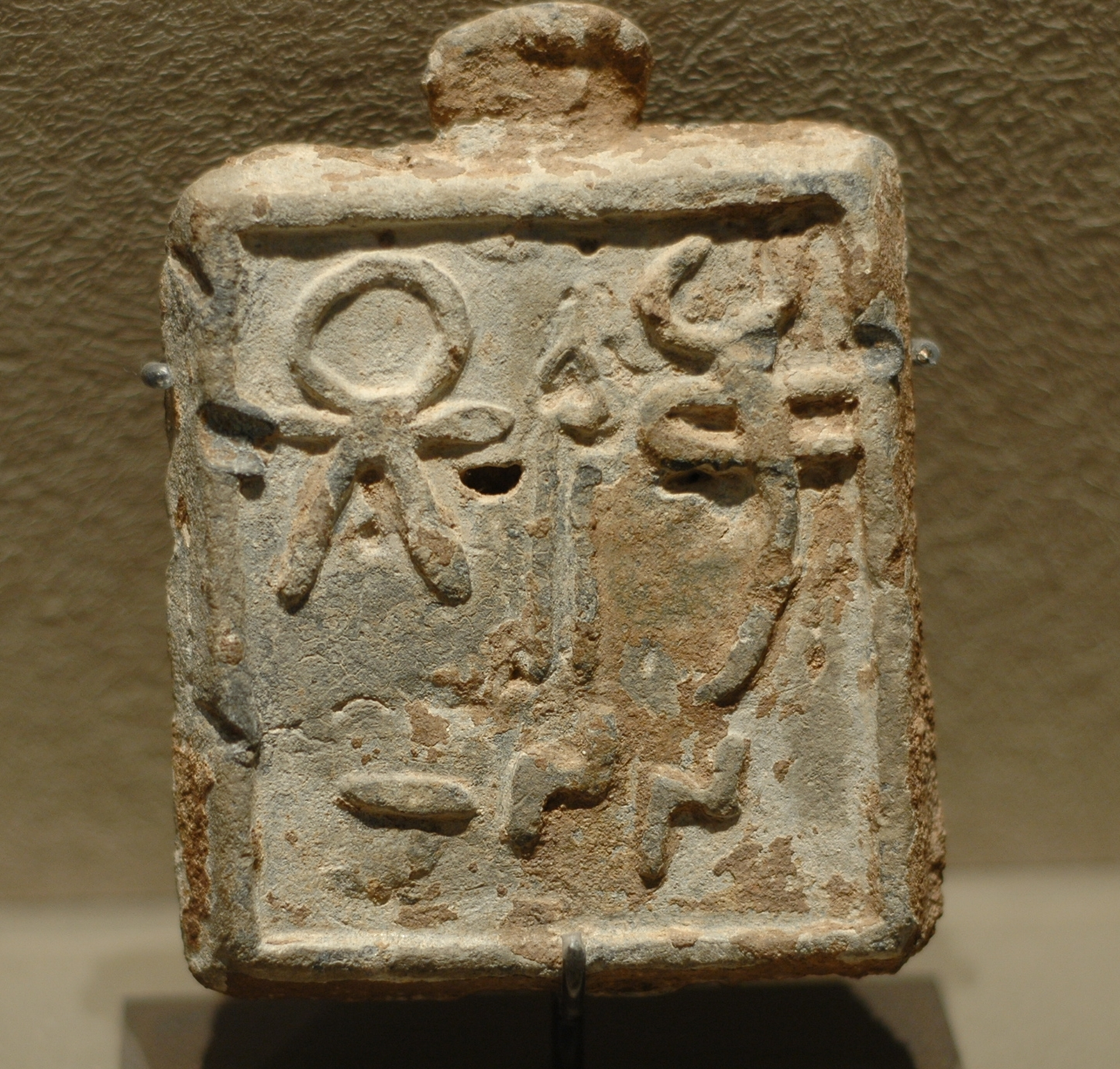
Vierkantig gewicht in lood met links het teken van Tanit. (Musée du Louvre)

Tanit (Ook Tanith, Tennit, Tent of Tinnit) is een Noord-Afrikaanse godin. Ze komt zowel in de Berberse mythologie als in de Fenicische mythologie voor.
Tanit werd Nit genoemd in de Berberse mythologie. Ze werd uitsluitend afgebeeld als litteken op de armen van de Berbers, zoals uit de Egyptische tekeningen blijkt. 
Later zou de godin Tanit vereerd worden in Carthago, waarschijnlijk na de revolutionaire verandering in Carthago om de Berbers aan hun kant te krijgen. Tanit werd gekozen als vrouw voor de Berbers-Fenicische god Baäl-Hammon, en was hun belangrijkste godin in Carthago. Dit benadrukt volgens een aantal historici de invloed van Berbers op Carthago.
De naam Dido (mogelijk Semitisch voor geliefde) wordt soms als synoniem beschouwd voor de Carthaagse godin Tanit.